# Hexhamské hlavy
Hexhamské hlavy je dvojice artefaktů neznámého původu vyobrazující lidské hlavy. Byly nalezeny v roce 1971 na pozemku rodinného domu v Hexhamu v hrabství Northumberland ve Spojeném království. Hlavy byly zprvu umístěny v domácnosti majitelů pozemku, později byly odevzdány k vědeckému zkoumání. Zájem médií vzbudila svědectví o nadpřirozených jevech, které se k těmto artefaktům údajně vázaly.

## Nález
Během hry na rodinném pozemku v létě roku 1971 bratři Leslie (8) a Colin (11) Robsonovi vyhrabali dvojici oblých předmětů o velikosti tenisového míčku, které se výrazně lišily od ostatních kamenů, které se v půdě nacházely. Po očistění se ukázalo, že se jedná o hlavy vyrobené z tvrdého materiálu. První hlava s jemnějšími rysy a náznaky pramenů dlouhých vlasů představovala zřejmě malého chlapce. Druhá s výraznýma očima a zkřivenými ústy zase starou ženu (díky skobovitému nosu se někdy také udává, že šlo o čarodějnici). Obě hlavy měly široký krk, což vedlo k domněnce, že mohly být původně nasazeny na nějakém těle. Hlavy si Robinsonovi vystavili na přízemí svého domu.

## Nadpřirozené jevy
K nálezu hlav se váží svědectví o nadpřirozených jevech, které v následujících letech poskytla rodina Robsonova, jejich sousedé Doddovi a historička Anne Rossová.

### Rodina Robsonova
Hned druhý den po umístění hlav do domu si rodina všimla, že samy mění pozici a v nepřítomnosti lidí se otáčejí. Místo na zahradě, kde byly objeveny, v noci slabě světélkovalo, v místnostech se objevilo rozbité sklo a televize se sama opakovaně přeladila na jinou frekvenci. Během jedné noci přivolali bratři matku do svého pokoje. Stěžovali si, že se jich někdo neviditelný dotknul a jednoho z nich dokonce tahal za vlasy. Poté, co se otočila, zahlédla vycházet ze dveří neznámého tvora s lidským tělem a hlavou kozla.

### Rodina Doddova
Rodina Doddova bydlela v domě, který měl s Robsonovými společnou zeď. Ellen Doddová vypověděla, že večer seděla se svou dcerou na posteli v jejím dětském pokoji, když do místnosti vstoupil tvor s lidským tělem a hlavou kozla či ovce. Obě začaly křičet, ale on si jich vůbec nevšímal a vypadal, jako by v pokoji něco hledal. Poté odkráčel po schodech do přízemí. Když se Ellen po chvíli odhodlala sejít dolů, našla vchodové dveře otevřené dokořán, tvor však zmizel.

### Rodina Rossova
Doktorka Anne Rossová převzala obě hlavy od Robsonových ke svému studiu. Měla je v úmyslu porovnat s podobnými artefakty, brzy na ně však zapomněla. O několik dní později se uprostřed noci probudila s pocitem náhlého ochlazení v místnosti. Ve dveřích pak zahlédla postavu s tělem člověka a hlavou vlka či psa. Celá byla pokrytá tmavou srstí. Tvor se posléze otočil a odešel. Rossová se ho pokusila sledovat, ale ztratil se jí v zahradě za domem. Když ráno její manžel nenašel žádné důkazy o noční příhodě, došli oba k závěru, že se jednalo pouze o neobvykle živý sen. O několik dní později však Rossové dcera Bernice sdělila rodičům, že v jejich nepřítomnosti narazila na schodišti na obludu s hlavou vlka, velkými zuby a dlouhým zašpičatěným jazykem, která jí chvíli pozorovala a poté přeskočila zábradlí a utekla z domu pryč. Popsala také, že jejich kočka se tohoto tvora velmi bála.

## Výzkum
Anne Rossová spojila artefakty s keltským kultem hlavy. Keltové věřili, že v hlavě sídlí lidská duše a představuje samotnou podstatu člověka. Svým nepřátelům proto hlavy oddělovali od těla a přinášeli je jako trofeje do svých sídlišť. Podobně se starali o vyzvednutí hlav vlastních padlých bojovníků. Různé sošky hlav, například válečníků či knězích, poté vyráběli k uctívání. Podle Rossové mohly být hlavy z Hexhamu až 1800 let staré a mohlo se původně jednat o výzdobu zaniklé svatyně. Hlavy byly prostudovány také jejími kolegy z univerzity v Southamptonu a muzeem starověku v Newcastlu, tyto výzkumy však jejich bližší dataci nepřinesly. Vědci se neshodli ani na materiálu, ze kterého byly předměty vyrobeny. Podle jedné studie se jednalo o lokální pískovec, podle jiné o primitivní formu betonu.
V roce 1976 vystoupila Rossová na stanici BBC, kde prezentovala svůj výzkum a popsala i víše zmíněné nadpřirozené jevy, čímž popudila část odborné veřejnosti. Téhož roku oznámil Desmond Craigie, že v domě původně žil s rodinou on a trojici hlav vytesal jako hračku pro své děti. Jedna z hlav byla poškozena, a proto se jí zbavili, zbylé dvě se ztratily při hře na zahradě. Jako důkaz vyrobil další dvojici hlav, jeho tvrzení však bylo zpochybněno, protože jím vyrobené hlavy neodpovídaly originálu a navíc byla metoda jejich výroby odlišná (původní artefakty se nezdály být vytesány do kamene, ale byly vytvořeny pomocí nějaké formy). Znalci místního folklóru spojili nadpřirozené jevy, které nález hlav doprovázel, s místními legendami o vlku z Allendale – obrovském černém vlku, který v roce 1904 utekl z místní zoo a před svým zastřelením zabíjel dobytek v okolí. Během výzkumu se obě hlavy ztratily.